# 342431 Hilo
342431 Hilo este o planetă minoră (asteroid) din centura de asteroizi. A fost descoperită pe 25 octombrie 2008 la Heppenheim de Starkenburg-Sternwarte⁠(d). 
Obiectul prezintă o orbită caracterizată de o semiaxă mare de 2,6206677748339 UAi, o excentricitate de 0,27, o înclinație de 11,7 ° în raport cu ecliptica.